# Di Kota Mati
 (février 2024).
Si vous disposez d'ouvrages ou d'articles de référence ou si vous connaissez des sites web de qualité traitant du thème abordé ici, merci de compléter l'article en donnant les références utiles à sa vérifiabilité et en les liant à la section « Notes et références ».
Albums de Anggun, Jossie Lucky, Bucky Wikagoe, Z Liar, Elke...
Dunia Aku Punya (Anggun)
(1986) Anak Putih Abu-Abu (Anggun)
(1991)
Compilations par Anggun
Takut
(1990) Gaya Remaja
(1991)
Di Kota Mati est une compilation indonésienne paru en 1990. Elle rassemble plusieurs artistes qui chantent un morceau chacun : Anggun, Jossie Lucky, Bucky Wikagoe (2 chansons), Z Liar (2 chansons), Elke, Elanda Yunita, Riza Zr. et Sally S.

## Liste des titres
| 1.  | Kota Mati              | Anggun        | 3:32 |
| 2.  | Tari Pantai            | Jossie Lucky  | 5:16 |
| 3.  | Handayani              | Bucky Wikagoe | 5:09 |
| 4.  | Tragedi                | Z Liar        | 4:10 |
| 5.  | Bayang Semu            | Elke          | 4:36 |
| 6.  | Kapan Berakhir         | Elanda Yunita | 4:51 |
| 7.  | Cacing Tanah           | Z Liar        | 4:21 |
| 8.  | Gelang - Gelang Merjan | Riza Zr       | 3:52 |
| 9.  | Gejolak Jiwa           | Bucky Wikagoe | 4:54 |
| 10. | Seribu                 | Sally S.      | 4:51 |